# Daniele Vitali (glottologo)
Daniele Vitali (Bologna, 1969) è un glottologo e traduttore italiano, nonché studioso dei dialetti dell'Emilia-Romagna.

## Biografia
Diplomato a Bologna in inglese, tedesco e francese, si è laureato nel 1994 alla Scuola Superiore di Lingue Moderne per Interpreti e Traduttori di Trieste in traduzione di tedesco e russo. Dopo periodi a Ferrara e a Milano, dal 1998 ha lavorato per le istituzioni europee prima a Lussemburgo e poi a Bruxelles, il più del tempo come traduttore di inglese, francese, tedesco, spagnolo e romeno.

## I dizionari e la valorizzazione del bolognese
I suoi principali settori d'interesse nel campo della glottologia riguardano i dialetti dell'Emilia-Romagna e delle zone limitrofe, con la pubblicazione di diverse monografie, tra cui due dizionari Bolognese-Italiano Italiano-Bolognese e una grammatica. Vitali ha descritto il sistema linguistico bolognese e ne ha ricostruito l'evoluzione a partire dal latino parlato, soffermandosi sulle equivalenze fonetiche regolari e le eccezioni che gli danno l'aspetto odierno. È inoltre fra i fondatori de “Il Sito Bolognese” (Al Sît Bulgnaiṡ) e del Corso di bolognese che si tiene ininterrottamente dal 2002.
Tutte queste attività mirano alla tutela e valorizzazione del dialetto bolognese, in particolar modo alla sua conoscenza fra le giovani generazioni, che non lo hanno appreso dalla nascita. Fra l'altro, l'articolo “Pronuncia e grafia del bolognese” getta le basi di un sistema ortografico utile per scrivere il bolognese urbano e, con poche modifiche, i dialetti del restante territorio bolognese e anche dell'intera regione Emilia-Romagna. Questo sistema si è diffuso fra gli autori bolognesi permettendo l'unificazione dell'ortografia bolognese.

## Gli studi sui dialetti dell'Emilia-Romagna e dintorni
Descritto il bolognese, Vitali ha poi iniziato a confrontarlo coi dialetti delle altre aree regionali, in modo da dar conto dell'assetto dialettale dell'Emilia-Romagna: la sua analisi prescinde dal sostrato, ritenuto una prospettiva superata della prima glottologia italiana, e si inserisce nel filone della dialettologia di scuola germanica (in particolare Gerhard Rohlfs e Friedrich Schürr), per cui ciò che più conta è l'interazione fra i diversi dialetti.
Applicato all'Emilia-Romagna, ciò significa ricondurre una serie di tratti comuni e di differenze fra una città e l'altra a un complesso gioco di influenze transitate da Est ad Ovest e da Ovest ad Est lungo la Via Emilia, asse di comunicazione che viene indicato come il vero fattore unificante dell'identità regionale, altrimenti priva di un centro unificatore (diversamente da quanto accadde in Liguria, Piemonte, Veneto, Toscana e parzialmente in Lombardia, dove si è avuta una certa omogeneizzazione modellata sul dialetto della capitale, rispettivamente Genova, Torino, Venezia, Firenze e Milano). In questa prospettiva, ha cominciato a descrivere i vari dialetti di area bolognese ed emiliano-romagnola, nonché delle zone circostanti. 
Iniziata una collaborazione con Davide Pioggia e con Luciano Canepari riguardante la Romagna, nel 2014 ha pubblicato con Pioggia il libro Dialetti romagnoli, che descrive una trentina di dialetti romagnoli, partendo da quelli delle città come Ravenna, Forlì, Cesena, Rimini per poi estendersi ai rispettivi contadi, includendo anche alcuni dialetti di collina e montagna, fra cui quello di San Marino. L'analisi è principalmente fonetica, ma presenta anche alcuni elementi di morfosintassi e lessico, e consente di classificare i dialetti della Romagna linguistica in un complesso occidentale (Ravenna, Forlì, Imola, Faenza, ecc.) e uno orientale (Cesena, Santarcangelo, Rimini, San Marino, ecc.). Il libro contiene anche una descrizione del dialetto di Pesaro, inserito in "un gruppo dialettale pesarese-urbinate che, pur avendo un rapporto speciale coi dialetti romagnoli, non ne fa però parte a pieno titolo" (§ 36.1), inoltre si occupa dei dialetti non-romagnoli di Bologna, Gaggio Montano (BO), Ferrara, Argenta (FE), Città di Castello (PG) e Marmirolo (MN), in quanto utili per confronti interdialettali. In seguito alla sua pubblicazione, l'opera è stata riconosciuta come un riferimento per gli studi sui dialetti romagnoli.
Nel 2020, Vitali ha pubblicato il lavoro in quattro volumi Dialetti emiliani e dialetti toscani. Le interazioni linguistiche fra Emilia-Romagna e Toscana e con Liguria, Lunigiana e Umbria, con prefazione di Luciano Giannelli e appendice e consulenza fonetica di Luciano Canepari, in cui si descrive un elevato numero di dialetti di diverso tipo, con un'attenzione particolare per quelli posti lungo la linea La Spezia-Rimini o La Spezia-Senigallia, indicata dalla glottologia del passato come il confine tra l'Italia Settentrionale e quella Centro-meridionale, e più specificamente come confine tra i dialetti emiliano-romagnoli e quelli italiani centrali, toscano incluso. Nel primo volume, intitolato La Toscana e il confine con l'Umbria e la Romagna, si descrivono i dialetti di Firenze, Prato e Pistoia con le rispettive montagne (inclusi i dialetti romagnoli della "Romagna toscana"), notando fra l'altro che, date le evoluzioni del fiorentino insorte dopo la nascita dell'italiano, il percorso dei due idiomi si è separato e dunque le varietà toscane (i cosiddetti "vernacoli") sono a pieno diritto un oggetto di studio della dialettologia. Il primo volume prosegue con il dialetto di Lucca e quelli delle aree circostanti, come la Mediavalle, la Versilia e la Garfagnana, fino a includere Massa, definita, insieme all'Alta Garfagnana, "estremo lembo di Toscana occidentale". L'esposizione continua poi con Arezzo e con aree appartenenti alla provincia di Arezzo ma di dialetto diverso, come il Casentino, l'Alto Tevere e Sestino, e termina con la proposta di individuare un gruppo dialettale in comune con Perugia all'interno del quale spiccano per la loro somiglianza il dialetto di Città di Castello e quello di Borgo Sansepolcro. C'è anche una trattazione dei dialetti dell'Alta Valle del Savio, definiti "semi-romagnoli", con una spiegazione storica dei motivi per cui luoghi come Bagno di Romagna o Verghereto non sono allineati sul modello romagnolo della montagna cesenate, di cui Sarsina costituisce un po' l'ultimo bastione.
Nel secondo volume, intitolato Dialetti emiliani, si descrivono i dialetti urbani di Bologna, Modena, Reggio Emilia, Parma e Piacenza, confrontati fra loro sotto il piano fonetico e fonologico, morfosintattico e lessicale, cui segue una proposta di classificazione dei dialetti emiliano-romagnoli che, oltre alla suddivisione già formulata in precedenza tra Romagna occidentale e orientale, individua un'Emilia centrale formata da Bologna, Modena e Reggio, un'Emilia occidentale rappresentata da Parma e Piacenza e due sottogruppi a sé costituiti rispettivamente da Ferrara e Comacchio. Segue una descrizione frazione per frazione dei dialetti dell'alta montagna bolognese, prendendo come dialetto guida quello di Lizzano in Belvedere, e una descrizione effettuata secondo criteri analoghi dei dialetti dell'alta montagna modenese e reggiana, nonché di quelli della parte centro-orientale dell'alta montagna parmense.
Nel terzo volume, intitolato Dialetti liguri, Lunigiana e isole linguistiche, si procede a una descrizione dettagliata del dialetto di Genova, poi confrontato a quelli "ligureggianti" delle alte valli del Taro e del Ceno (PR) e dell'alta montagna piacentina. Segue un capitolo relativo ai dialetti della Lunigiana, suddivisi in base a varie caratteristiche soprattutto fonetiche in settentrionali, centro-settentrionali, centrali e meridionali, non senza però mostrarne, nella grande variabilità odierna, il comune modello di fondo, ancora ricostruibile soprattutto grazie ai dialetti più periferici e conservativi. In questo quadro, Vitali conferma la visione tradizionale di una Lunigiana che va da Pontremoli a Carrara, e mette in evidenza, oltre agli elementi in comune tra carrarese e massese, anche le divergenze fondamentali, soprattutto quelle riguardanti il consonantismo, che consentono di mantenere questi due dialetti in macrogruppi separati, come senza tanto argomentare aveva comunque fatto tutta la glottologia precedente, compresa la Carta dei Dialetti d'Italia di G.B. Pellegrini. Termina il volume la descrizione di alcuni dialetti tradizionalmente considerati "isole linguistiche", come quelli di Gombitelli (LU) e Sillano (LU), cui si sono aggiunti nel tempo Treppio (PT), Colognora (LU) e Torri (PT), quest'ultima una scoperta recente dello stesso Vitali.
Il quarto volume, intitolato Il continuum romanzo e la linea La Spezia-Rimini, tira le somme di quanto visto nei tre precedenti, ricostruendo la vicenda evolutiva di fenomeni un tempo molto dibattuti come la gorgia toscana, le cacuminali apuane e la sonorizzazione della Romània occidentale. Tali fenomeni sono studiati in una prospettiva fonetico-evolutiva, dopo aver ricordato i precedenti dibattiti e aver mostrato l'inconsistenza delle argomentazioni a favore della teoria del sostrato. Il volume si conclude con una disamina delle precedenti classificazioni dello spazio romanzo in Romània occidentale e Romània orientale, o ancora in Balcano-romanzo, Italo-romanzo, Gallo-romanzo e Ibero-romanzo, per poi proporre una classificazione delle lingue romanze più elastica e meno in blocchi, che tenga presente l'importanza del continuum. Infatti il continuum romanzo, ancora ben visibile nei dialetti di oggi malgrado il loro precario stato di conservazione, non impedisce di individuare dei sotto-sistemi che rappresentano gruppi dialettali distinti o lingue autonome, e consente anzi di individuarle in modo credibile mostrando le loro rispettive interazioni. L'opera si chiude con l'appendice fonetica di Luciano Canepari, che mostra gli schemi fonetici di 44 dialetti trattati nel libro.
Le descrizioni dei dialetti si basano in massima parte su materiale di prima mano, raccolto dallo stesso Vitali e dai suoi collaboratori nel corso di oltre 20 anni registrando anziani di tutta l'Emilia-Romagna e dintorni ma, ove vi erano pubblicazioni precedenti, i loro dati sono sempre raffrontati a quelli raccolti sul campo. Un saggio delle registrazioni viene poi pubblicato su Internet, sotto forma di diverse versioni dialettali della storiella esopica "Il Vento e il Sole".
Il lavoro, uscito col contributo finanziario della Regione Emilia-Romagna ai sensi della legge regionale 16/2014 "Salvaguardia e valorizzazione dei dialetti dell'Emilia-Romagna", ha ottenuto un certo numero di riconoscimenti, pur mettendo in discussione varie verità acquisite della dialettologia tradizionale. Nella sua prefazione, Luciano Giannelli, per anni professore ordinario di dialettologia in varie università toscane, dice del libro che "questo corposo lavoro aggiunge un nuovo capitolo alla dialettologia italiana, nel mentre recupera gli elementi portanti di lunghi dibattiti, e viceversa sottolinea caratteri storicamente trascurati; costituisce inoltre un contributo tutt'altro che banale alla tipologia della mescolanza di lingue". Il Bollettino dell'Atlante Linguistico Italiano (III serie - dispensa n. 45, 2021) ha dedicato a Dialetti emiliani e dialetti toscani una recensione di 13 pagine, con la seguente conclusione: "Lo studio di Daniele Vitali è caratterizzato da una mescolanza eclettica e originale che unisce una corposissima raccolta di dati sul campo (in contesti spesso molto differenti linguisticamente) a una ricerca sia compilativa sia sperimentale: il risultato è un’analisi linguistica a tutto campo molto fine e accurata che impone, in diversi casi, di riconsiderare molte questioni relative all’area linguistica tra Toscana, Liguria ed Emilia. Per la quantità di materia trattata, per le ampie prospettive adottate e per i risultati significativi ottenuti si può senza dubbio affermare che si tratta di uno di quegli studi di 'sintesi' di portata generale sempre più rari ma, considerati i significativi avanzamenti della linguistica romanza rispetto ai riferimenti bibliografici tradizionali, assolutamente necessari".

## Gli studi sull'italiano e le altre lingue
Vitali si è anche occupato dell'italiano parlato dagli immigrati in Lussemburgo con le sue influenze dovute al francese, delle caratteristiche romanze e non romanze del romeno e, insieme a Luciano Canepari, della fonetica del russo.
Nel 2023 ha pubblicato in rete un articolo al mese sulla storia e l'origine dell'italiano, la questione degli anglicismi e la situazione linguistica dell'Italia, compresi argomenti relativi alle minoranze linguistiche e alla varietà dialettale. Tali articoli sono usciti sull'organo d'informazione Firstonline.
Del 2024 è il libro Il fenomeno lingua. Manuale informale di linguistica su italiano, dialetti e lingue europee, diviso in tre parti. Nella prima si raccolgono i contributi sull'italiano, nella seconda si parla dei dialetti e nella terza delle lingue europee. In quest'ultima, accanto a un lungo articolo sulle lingue d'Europa e il loro intreccio con le vicende politiche del continente, si descrivono inglese, francese, tedesco, spagnolo, russo, romeno ed esperanto.